# Saffron

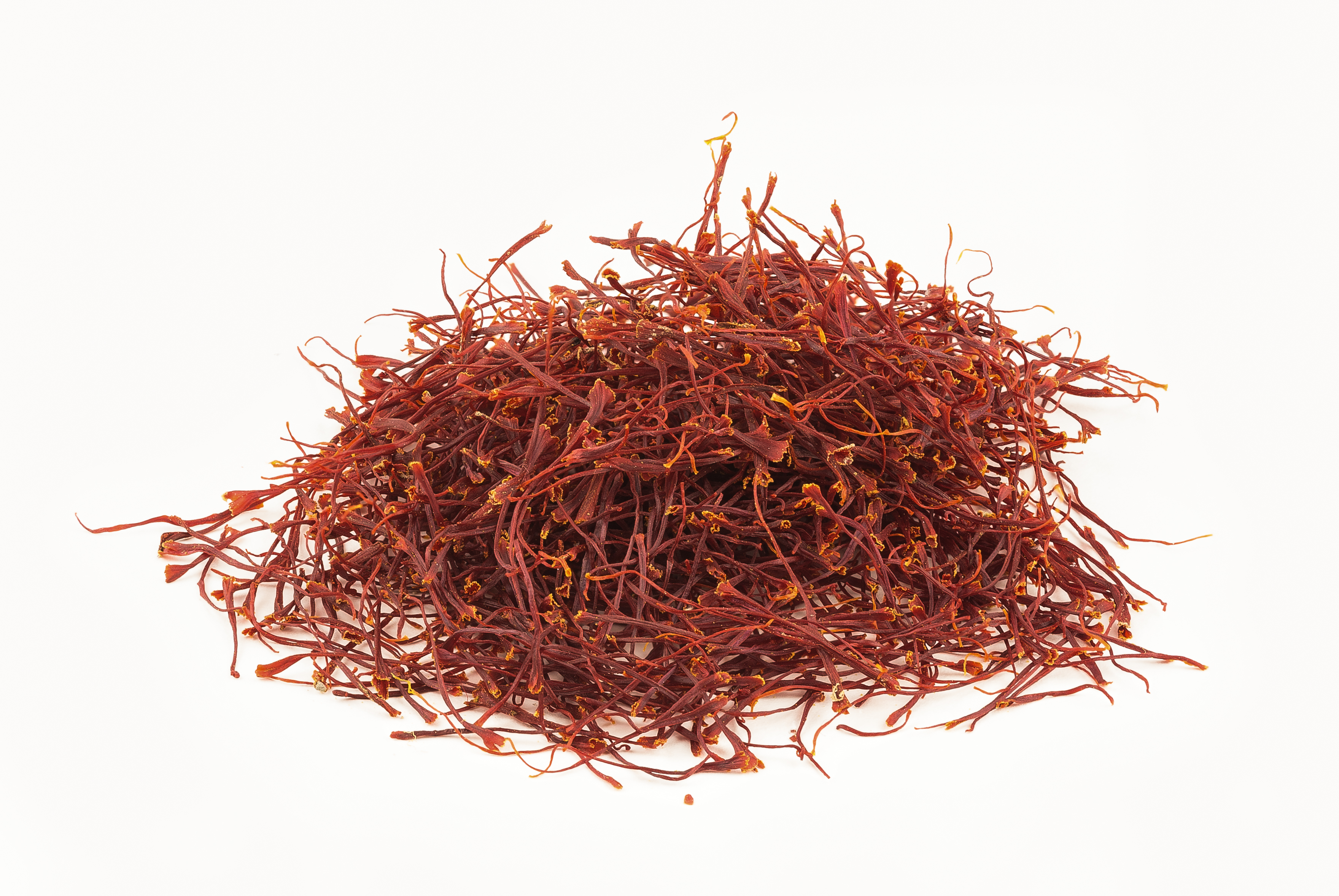
Saffron ở Viên, Áo

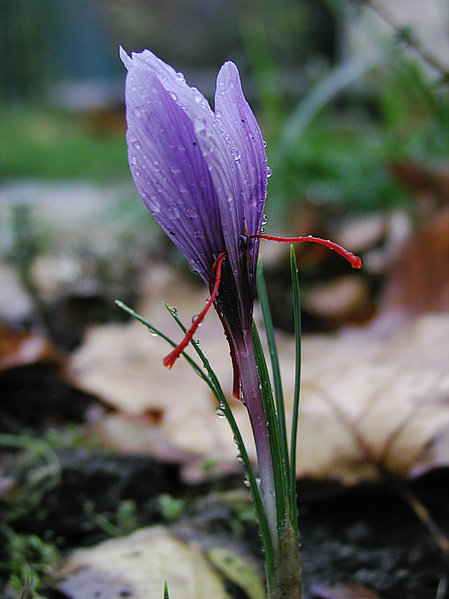
Nghệ tây Crocus sativus

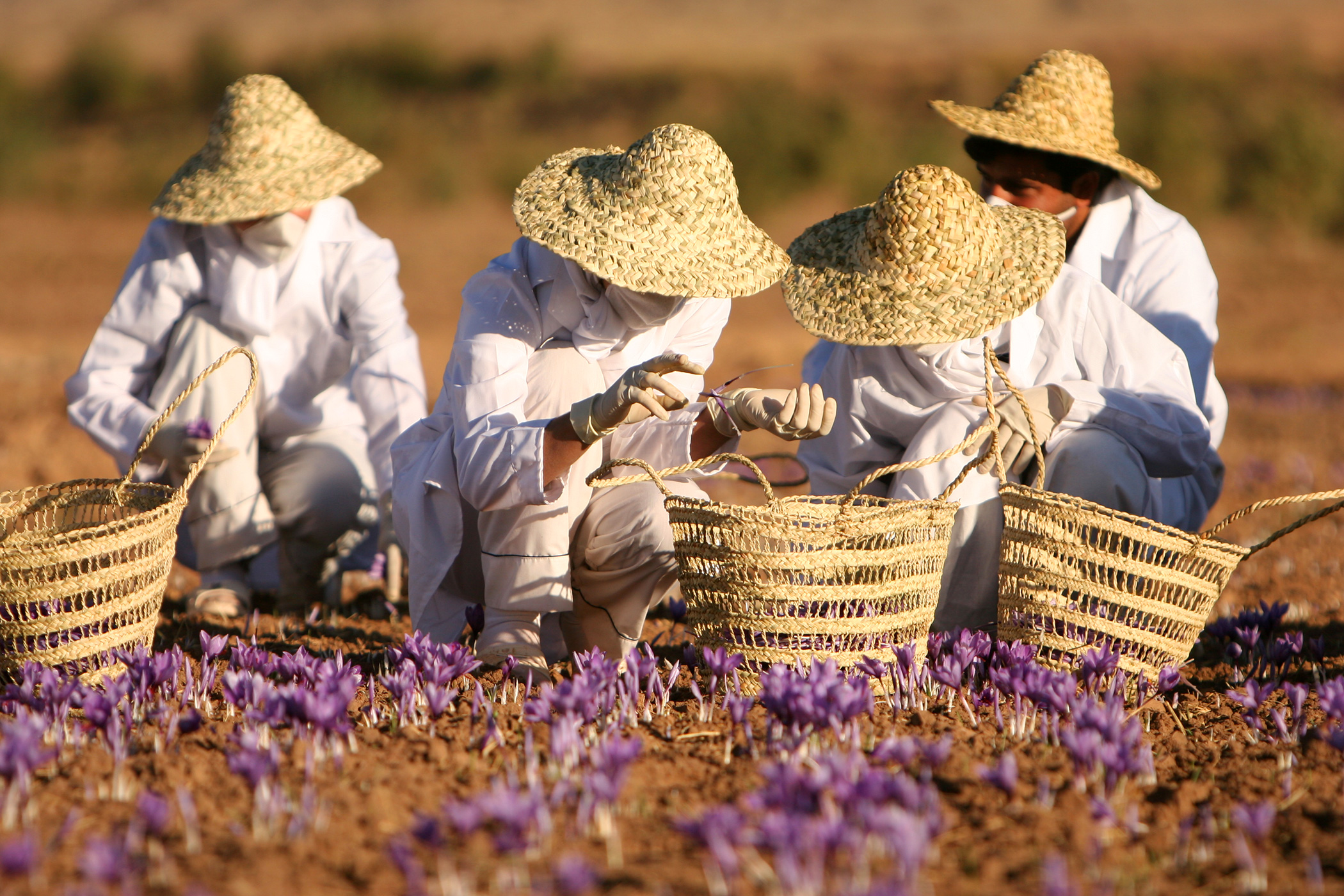
Nông dân thu hoạch nghệ tây ở trang trại tại Razavi Khorasan, Iran

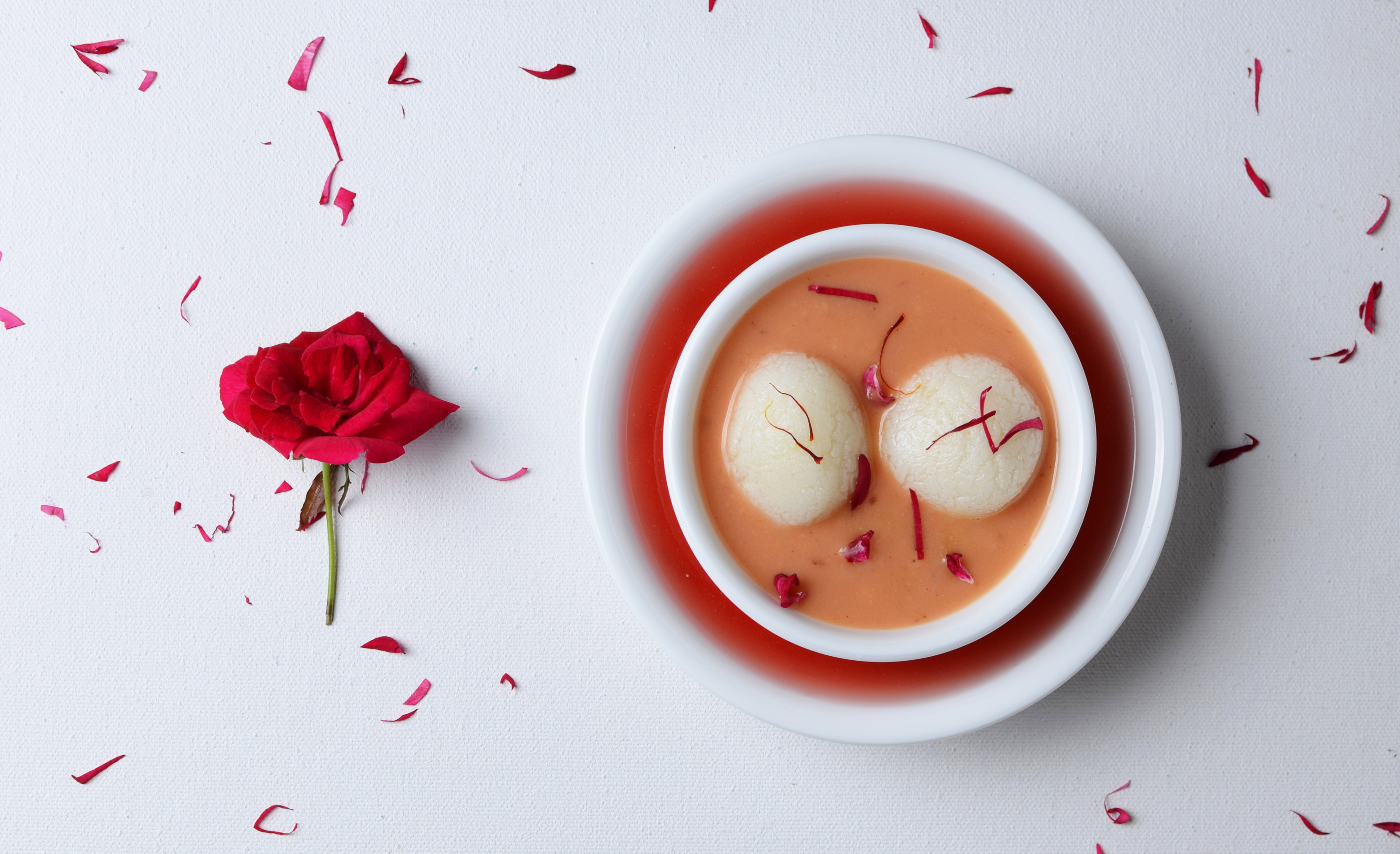
Rasgulla (tráng miệng) và Rabdi (sữa đặc) có rắc saffron

Saffron (phiên âm /ˈsæfrən/ or /ˈsæfrɒn/) là một loại gia vị được sản xuất từ nhuỵ hoa của cây nghệ tây. Nghệ tây có thể phát triển cao đến 20–30 cm (8–12 in) và cho ra đến bốn hoa; mỗi hoa gồm ba đầu nhụy màu đỏ thẫm rực rỡ - là phần ngoài cùng của lá noãn. Cùng với các vòi nhụy, hay phần thân mà nối các đầu nhụy với cây của chúng, đầu nhụy khô được sử dụng chủ yếu trong các món ăn khác nhau như là gia vị và chất tạo màu. Saffron là một trong những loại gia vị đắt tiền nhất thế giới tính theo khối lượng, có nguồn gốc ở Hy Lạp hoặc Tây Nam Á và lần đầu tiên được trồng ở Hy Lạp. Vì là thực vật vô tính đơn hình về mặt di truyền, nó đã từ từ sinh sôi gần như trên toàn lục địa Á-Âu và sau đó đã được đưa đến các khu vực Bắc Phi, Bắc Mỹ, và Châu Đại Dương. Nghệ tây là loại thực vật không rõ nguồn gốc trong tự nhiên, có khả năng là hậu duệ của Crocus cartwrightianus, có nguồn gốc ở Crete, C. thomasii và C. pallasii cũng có thể là tổ tiên khác của nó. Nghệ tây là một loại thực vật tam bội, không thể tự tương thích và vô sinh về mặt giống đực, nó trải qua quá trình giảm phân khác thường và do đó không có khả năng sinh sản độc lập. Tất cả mọi sự sinh sôi đều là do nhân giống thủ công với phương pháp "cắt và ghép" hoặc sử dụng một cây con vô tính ban đầu hay bằng cách lai giống giữa các loài. Nếu C. sativus là một dạng đột biến của C. cartwrightianus, vậy thì có thể nó đã xuất hiện qua sự nhân giống cây trồng, và đã được lựa chọn vì có phần nhụy thon dài, ở Kríti vào cuối thời đại đồ đồng.
Mùi vị và hương thơm như cỏ khô hay là như các chất hóa học gốc Iodine của saffron là do có chứa các hóa chất picrocrocin và safranal. Nó cũng có một chất nhuộm carotenoid là crocin, tạo ra một màu vàng óng ánh rực rỡ cho thực phẩm và vải dệt. Và lịch sử ghi nhận điều này đã được chứng thực trong một bài luận về thực vật học, được biên soạn vào thời của Ashurbanipal, thế kỷ thứ 7 trước Công nguyên, và saffron đã được giao dịch và sử dụng qua hơn bốn thiên niên kỷ. Hiện nay Iran chiếm khoảng 90% sản lượng saffron trên toàn thế giới do có chất lượng tốt nhất.

## Từ nguyên học
Có vài điều không chắc chắn về nguồn gốc của từ tiếng Anh "saffron", dù rằng theo dấu vết thì nó bắt nguồn từ tiếng Pháp cổ là "safran" ngay vào thế kỷ 12, xuất phát từ tiếng Latin là "safranum". "Safranum" là một từ trung gian trong tiếng Ba Tư: زعفران hay za'ferân. Tiếng Ba Tư cổ là ngôn ngữ đầu tiên được sử dụng để ghi chép lại cách sử dụng saffron trong âm thực, với các tài liệu từ hàng ngàn năm trước. Thực tế thì có vài nguồn thông tin tranh cãi rằng "saffron" bắt nguồn từ Trung Đông / Ba Tư và trở nên quen thuộc với nền ẩm thực của Hy Lạp, Tây Ban Nha, Ấn Độ.

## Chủng loài

### Mô tả
| tràng hoa | nhị      |
| củ        | đầu nhụy |

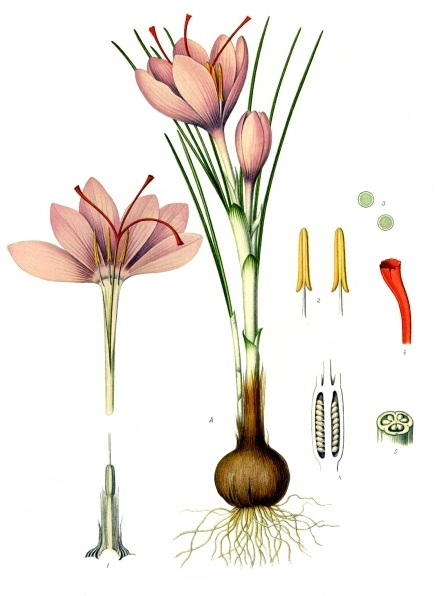
Köhler's Medicinal Plants:

Nghệ tây - Crocus sativus - là một loại cây lâu năm cho hoa vào mùa thu và không rõ nguồn gốc trong tự nhiên. Tổ tiên của nó có lẽ là cây Crocus cartwrightianus ra hoa và mùa thu ở Địa Trung Hải, mà còn được biết với tên là "saffron dại" bắt nguồn từ tiếng Hy Lạp.Saffron crocus có lẽ là kết quả của Crocus cartwrightianus sau khi được chọn lọc thủ công rộng rãi bởi người trồng để tìm phần nhụy dài hơn. C. thomasii và C. pallasii cũng có thể là nguồn gốc khác của nghệ tây.
Vì là thực vật tam bội vô sinh, nên nó có ba bộ nhiễm sắc thể tương tự nhau tạo thành từng phần bổ sung di truyền của mỗi mẫu; nghệ tây có tám nhiễm sắc thể mỗi bộ, và tổng cộng là 24 nhiễm sắc thể. Vì là vô sinh, phần hoa màu tím của nghệ tây không thể tạo ra hạt. Sự sinh sản của nó xoay quanh sự hỗ trợ của con người: phần củ dạng giả thân hành (corm) dưới mặt đất với các bộ phận chứa tinh bột cần phải được đào lên, đập vỡ ra và trồng lại. Củ của nghệ tây sống được một mùa, cho ra được tối đa mười "củ con" bằng cách phân chia sinh dưỡng, và chúng sẽ phát triển thành cây mới vào mùa tiếp theo. Những củ này là dạng đặc ruột, nhỏ, có màu nâu với đường kính tối đa là 5 cm. Chúng có đáy phẳng, được bao phủ bởi một lớp sợi song song khá dày. Phần này được gọi là "áo củ". Củ cũng có những sợi dọc mỏng và như một chiếc lưới, có thể dài đến 5 cm trên phần cổ của cây.
Cây phát triển đến chiều cao khoảng 20 – 30 cm, và cho ra 5 – 11 lá trắng không quang hợp được gọi là cataphyll (lá bao). Phần lá này có cấu trúc như các lớp màng sẽ bao phủ và bảo vệ lá thật của cây khi chúng nhú ra và phát triển. Các lá thật của cây thì có dạng tán, mỏng, thẳng và như lưỡi dao, với đường kính từ 1 – 3 mm. Lá có thể phát triển hơn sau khi hoa đã nở (hysteranthous) hoặc cùng phát triển với hoa (synanthous). Lá bao của nghệ tây được cho là sẽ phát triển sớm hơn hoa nếu cây được tưới nước tương đối sóm khi còn trong giai đoạn phát triển. Thân cây dạng trục, hoặc là cấu trúc mang hoa, tạo ra vài lá bắc con, là các lá đặc biệt nhú ra từ cuống hoa. Phần lá này con được gọi là cuống nhỏ (pedicel). Sau thời gian ngủ yên, cây sẽ mọc và phát triển các lá thật, có thể dài đến 40 cm. Vào mùa thu, các búp màu tím xuất hiện, đặc biệt là vào tháng 10 khi mà hầu hết các loại thực vật có hoa đều đã phân tán hạt giống, cho ra những bông hoa với màu sắc rực rỡ nhất. Hoa nghệ tây có màu tử đinh hương nhạt đến sẫm hay màu tím hoa cà với các vân. Hoa có hương thơm ngọt ngào, tựa như mật ong. Khi ra hoa, chiều cao trung bình của cây thấp hơn 30 cm (12 in). Một vòi nhụy gồm ba đầu nhọn mọc ra từ mỗi hoa, cuối mỗi vòi nhụy là một đầu nhụy có màu đỏ thẫm rực rỡ, dài khoang 25 – 30 mm (0.98 – 1.18 in).

### Trồng trọt

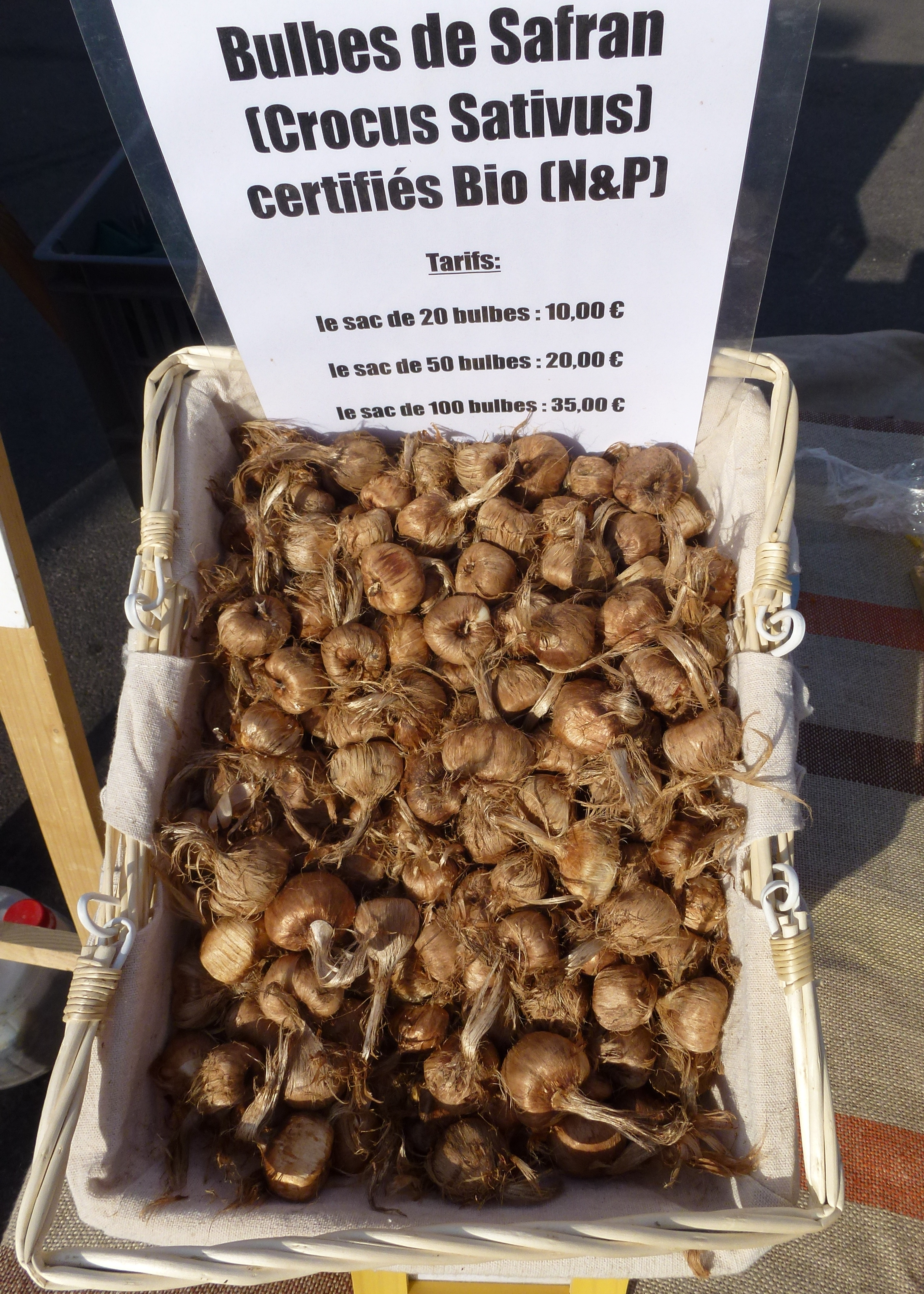
Củ nghệ tây để gieo trồng

Nghệ tây phát triển mạnh trong vùng cây bụi Địa Trung Hải, với kiểu sinh thái bề ngoài tương tự như vùng cây bụi Bắc Mỹ, cùng những cơn gió mùa hè nóng và khô quét qua vùng đất bán khô hạn. Tuy nhiên, cây vẫn sống sót được trong mùa đông, chịu được sương giá với nhiệt độ khoảng âm 10 độ (14 độ F) và khoảng thời gian ngắn bi tuyết bao phủ. Việc tưới nước là rất cần thiết nếu cây được trồng ở ngoài môi trường ẩm chẳng hạn như Kashmir, nơi mà lượng mưa trung bình hàng năm vào khoảng 1000 – 1500 mm (36 – 59 in), những vùng trồng nghệ tây ở Hy Lạp (500 mm hay 20 in hàng năm) và Tây Ban Nha (400 mm hay 16 in hàng năm) còn khô hơn những vùng trồng trọt chính ở Iran. Điều quan trọng ở đây là thời điểm mùa mưa tùy vào các vùng. Mưa nặng hạt vào mùa xuân và khí hậu khô hơn vào mùa hè là điều kiện tốt nhất. Mưa ngay lập tức trước khi cây ra hoa sẽ làm tăng lượng saffron. Còn nếu mưa hoặc thời tiết trở lạnh khi cây đang ra hoa sẽ dễ gây bệnh và giảm sản lượng. Điều kiện nóng ẩm liên tục sẽ gây hại cho mùa vụ.[23] Thỏ, chuột và chim cũng gây hại cho cây khi chúng đào củ lên. Các loài giun tròn, bệnh gỉ sắt ở lá và củ bị thối cũng là những mối đe dọa khác. Tuy nhiên nếu tiêm vi khuẩn Bacillus subtilis cho cây thì có thể có ích vì củ sẽ phát triển nhanh hơn và tăng cường sinh khối ở đầu nhụy.

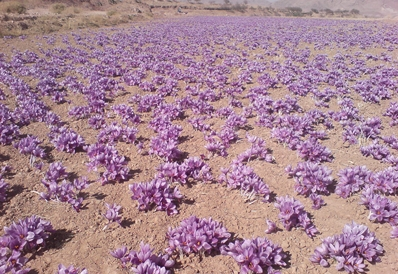
Bihud, Iran

Cây ít phát triển ở nơi tối; nhưng phát triển tốt nhất với đầy đủ ánh sáng mặt trời. Những cánh đồng có độ dốc nghiêng về phía có ánh sáng mặt trời là tốt nhất (ví dụ: nghiêng về phía Nam ở bán cầu Bắc). Giai đoạn gieo trồng hầu như hoàn tất và tháng sáu ở bán cầu Bắc, và củ nằm khoảng 7 – 15 cm (2.8 – 5.9 in) dưới mặt đất; rễ, cuống và lá có thể phát triển vào giữa tháng mười và tháng hai. Gieo trồng sâu và chừa không gian cho củ phát triển, phối hợp cùng với khí hậu, là những nhân tố quan trong trọng việc quyết định sản lượng. Củ mẹ được trồng sâu hơn sẽ cho ra saffron chất lượng cao hơn. Dù rằng như thế sẽ cho ra ít búp và củ con hơn. Những người trồng ở Ý tối ưu hóa sản lượng bằng cách trồng cây ở độ sâu khoảng 15 cm (5.9 in) và theo hàng cách nhau khoảng 2 – 3 cm (0.79 – 1.18 in). Với độ sâu từ 8 – 10 cm (3.1 – 3.9 in) sẽ tối ưu năng suất hoa và củ. Những người trồng ở Hy Lạp, Maroc và Tây Ban Nha áp dụng độ sâu và khoảng cách khác nhau phù hợp với điều kiện địa phương.
Nghệ tây ưa đất sét có chứa đá vôi mềm, bở, mật độ thấp, tưới tiêu tốt và hàm lượng hữu cơ cao. Phương pháp trồng truyền thống theo kiểu nâng lớp đất sẽ cải thiện việc thoát nước. Hàm lượng hữu cơ trong đất được tăng lên theo thời gian bằng cách sử dụng 20 – 30 tấn phân bón cho mỗi hec-ta. Sau đó củ sẽ được gieo, và không sử dụng phân bón nữa. Sau một khoảng thời gian tiềm sinh qua suốt mùa hè, củ sẽ mọc ra các lá nhỏ và bắt đầu cho búp vào đầu mùa thu. Chúng chỉ ra hoa và khoảng giữa mùa thu. Việc thu hoạch cần phải được thực hiện nhanh chóng vì sau khi nở vào lúc bình minh, hoa sẽ héo rất nhanh khi hết ngày.[26]Mọi cây đều ra hoa trong thời gian khoảng một hoặc hai tuần. Cứ khoảng 150 hoa sẽ thu được 1 g (0.0035 oz) sợi saffron khô; để cho ra khoảng 12 g (0.42 oz) saffron khô (hoặc 72 g (2.5 oz) saffron ẩm vừa mới thu hoạch) thì cần 1 kg hoa (2.2 lb); 1 lb (0.45 kg) hoa cho ra khoảng 0.2 oz (5.7 g) saffron khô. Một bông hoa tươi vừa được hái cho khoảng 30 mg (0.0011 oz) saffron tươi hoặc 7 mg (0.00025 oz) saffron khô.

## Gia vị

### Thành phần hóa học
| β–D-glucopyranose derivative |
| safranal moiety              |

Cấu trúc của picrocrocin:

Saffron có chứa hơn 150 hợp chất thơm dễ bay hơi. Có cũng có nhiều thành phần hoạt động không bay hơi, đa số là các carotenoid, bao gồm zeaxanthin, lycopene, và nhiều loại α- và β-carotene. Tuy nhiên, màu vàng cam của saffron chủ yếu là do α-crocin. Chất này là este trans-crocetin di-(β-D-gentiobiosyl); tên theo danh pháp IUPAC của nó là axit 8,8-diapo-8,8-carotenoic. Điều này có nghĩa là crocin nằm bên dưới vòng thơm của saffron là một este digentiobiose của carotenoid crocetin. Bản thân các crocin là một chuỗi những carotenoid ưa nước, có thể là polyene este monoglycosyl hoặc diglycosyl của crocetin. Crocetin là một axit polyene dicarboxylic liên hợp kỵ nước, và do đó tan trong dầu. Khi crocetin được este hóa bởi hai gentiobiose (là các chất đường) tan được trong nước, thì sản phẩm cũng sẽ tan được trong nước. Sản phẩm sau phản ứng là α-crocin, một loại bột màu carotenoid, có thể chiếm hơn 10% khối lượng saffron khô. Hai gentiobiose được este hóa làm cho α-crocin trở nên lý tưởng để tạo màu cho các thực phẩm có nước hoặc không có chất béo như các món ăn từ gạo.
| β–D-gentiobiose | crocetin |

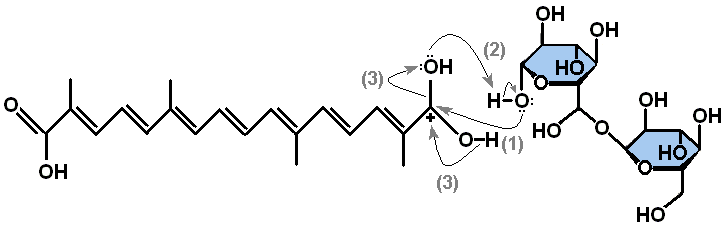
Phản ứng este hóa giữa crocetin và gentiobiose. Những thành phần của α–crocin:

Glucoside picrocrocin có vị đắng chịu trách nhiệm cho hương vị của saffron. Picrocrocin (công thức hóa học: C16H26O7; tên hệ thống: 4-(β-D-glucopyranosyloxy)-2,6,6- trimethylcyclohex-1-ene-1-carboxaldehyde) là một liên kết, gồm một aldehyde của phần tử phụ là safranal (tên hệ thống: 2,6,6-trimethylcyclohexa-1,3-diene-1-carboxaldehyde) và một carbohydrate. Nó có tính diệt côn trùng và sâu bọ, và có thể chiếm đến 4% khối lượng saffron khô. Picrocrocin là một dạng cắt bớt của carotenoid zeaxanthin, được tạo thành qua phân tách oxy hóa, và là glycoside của terpene aldehyde safranal. Zeaxanthin màu đỏ lại tình cờ là một trong những carotenoid hiện diện một cách tự nhiên trong võng mạc của mắt người.
Khi saffron được sấy khô sau khi thu hoạch, nhiệt độ sẽ kết hợp với các enzyme và tách picrocrocin thành D-glucose và một phân tử safranal tự do. [28] Safranal là một loại tinh dầu dễ bay hơi, tạo cho saffron hương thơm đặc thù của nó. Safranal thì ít đắng hơn picrocrocin và có thể chiếm đến 70% thành phần dễ bay hơi trong vài mẫu. Một phần tử thứ hai nằm bên dưới vòng thơm của saffron là 2-hydroxy-4,4,6-trimethyl-2,5-cyclohexadien-1-one, tạo ra một mùi hương của saffron là mùi cỏ khô. Các nhà hóa học nhận thấy rằng phần tử này đóng góp nhiều nhất vào hương thơm của saffron dù rằng nó hiện diện ít hơn safranal. Saffron khô rất nhạy với sự biến đổi độ pH, và nhanh chóng bị phân rã hóa học nếu có sự hiện diện của ánh sáng và các phần tử oxy hóa. Do đó, nó phải được trữ trong các thùng kín để giảm đến mức thấp nhất sự tiếp xúc với oxy trong khí quyển. Saffron có khả năng chịu nhiệt đến một mức độ nào đó.

### Xếp hạng

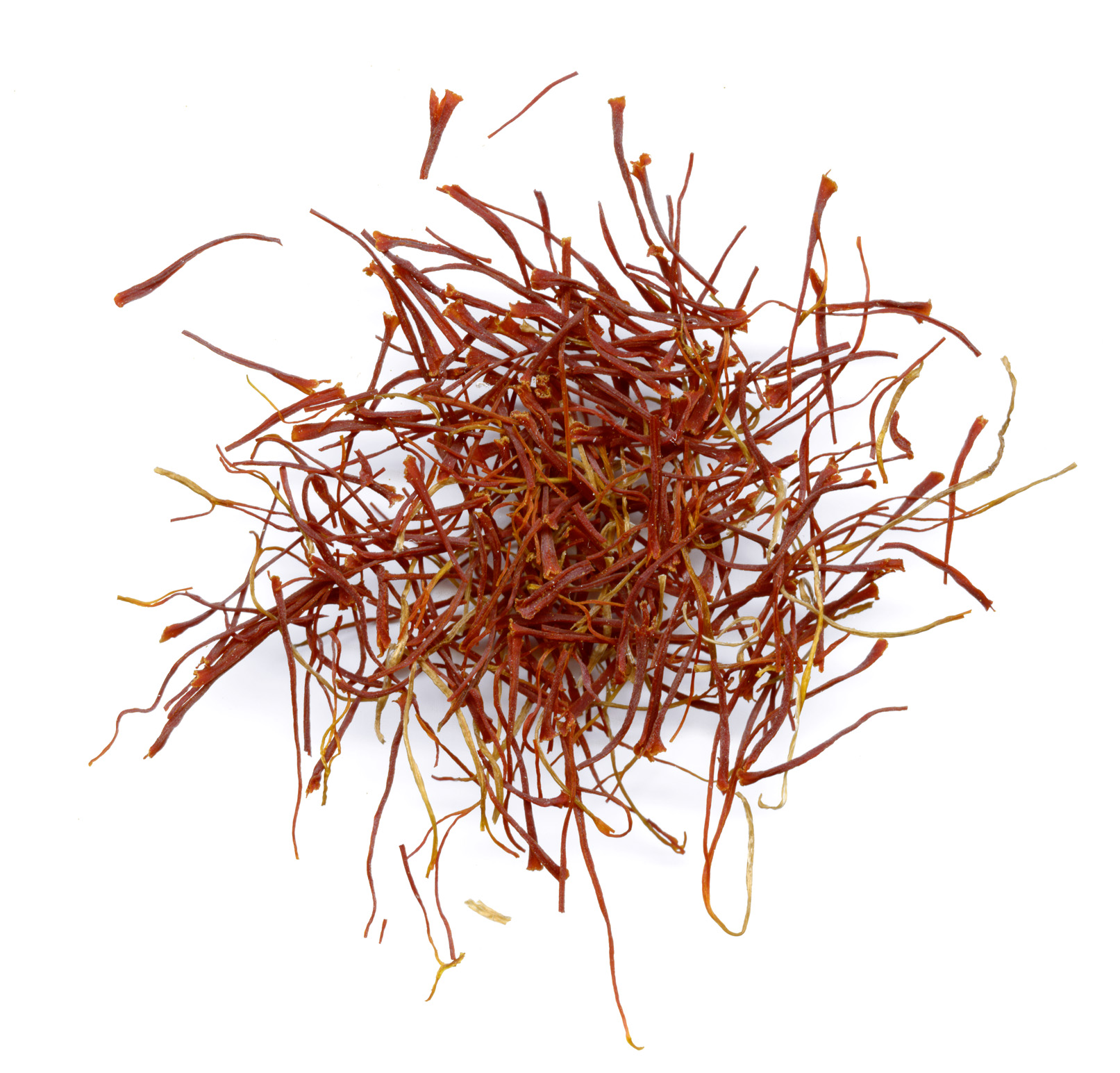
sợi saffron màu đỏ và vòi nhụy màu vàng.

Saffron được xếp hạng thông qua sự đo lường của phòng thí nghiệm về hàm lượng crocin (màu sắc), picrocrocin (vị), safranal (hương thơm). Việc xác định các thành phần không thuộc về nhụy (lượng chất thải của hoa) và các tạp chất khác chẳng hạn như các chất vô cơ (tro) cũng rất quan trọng. Tiêu chuẩn xếp loại được thiết lập bởi Tổ chức tiêu chuẩn hóa quốc tế, một liên đoàn của các cơ quan tiêu chuẩn quốc gia. ISO 3632 độc quyền giải quyết các vấn đề về saffron và thiết lập bốn thứ hạng dựa trên cường độ màu sắc thực nghiệm: IV(chất lượng thấp nhất), III, II, I (chất lượng tốt nhất). Các mẫu được phân hạng bằng cách đo hàm lượng crocin của gia vị, cho ra kết quả bằng phương pháp quang phổ hấp thụ đặc trưng của crocin. Những người xếp loại sẽ đo khả năng hấp thụ bước sóng ánh sáng 400 Nm của các mẩu saffron. Khả năng hấp thụ cao hơn có nghĩa là nồng độ crocin cao hơn, và do đó cường độ màu sắc cũng cao hơn. Những dữ liệu này được đo dựa trên những báo cáo về quang phổ đã được chứng nhận ở các phòng thí nghiệm trên toàn thế giới. Những hạng được xếp theo màu sắc này bắt đầu từ khả năng hấp thụ dưới 80 (các loại saffron hạng IV - dòng Pushal) cho đến 190 hoặc cao hơn (hạng I). Các mẫu tốt nhất thế giới (là những đầu nhụy có màu đỏ hơi nâu sẫm nhất được hái từ những bông hoa đẹp nhất - có tên thường gọi là Super Negin hoặc Sargol) có khả năng hấp thụ lên đến 250. Giá thị trường của saffron trực tiếp dựa vào kết quả ISO này.

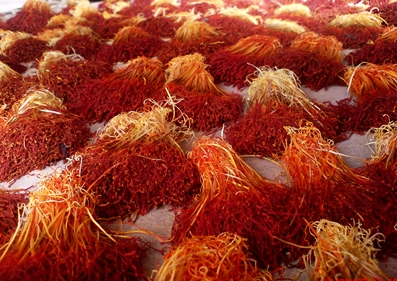
Phần đầu nhụy có giá trị, hay là sợi, được nhổ, chất đống và phơi khô.

Mặc dù với những nỗ lực như vậy để kiểm soát chất lượng và tiêu chuẩn nhưng hành vi làm giả saffron, cụ thể là với những loại rẻ nhất, đã có một lịch sử lâu dài và vẫn tiếp diễn đến ngày nay. Sự giả mạo lần đầu tiên được ghi nhận vào thời Trung cổ ở châu Âu.  Các phương pháp thường thấy bao gồm trộn lẫn với các tạp chất như củ cải đường, sợi xơ quả lựu, sợi lụa nhuộm đỏ, hoặc phần nhị màu vàng không mùi vị của cây nghệ tây. Những phương pháp khác chẳng hạn như nhúng các sợi saffron vào các chất dính như mật ong hoặc dầu thực vật. Tuy nhiên, saffron dạng bột lại dễ bị giả mạo hơn, với các chất độn là bột nghệ, bột ớt hoặc các loại bột khác. Sự giả mạo cũng có thể là việc bán các loại saffron không nhãn mác, sau khi trộn chung với các loại saffron khác nhau. Giá saffron Ấn Độ luôn cao hơn saffron Iran đó là lý do vì sao hàng năm cảnh sát Ấn bắt các vụ nhập saffron Iran gắn mác Ấn Độ để bán sang Dubai vì ở Dubai không trồng được saffron.

### Sự đa dạng

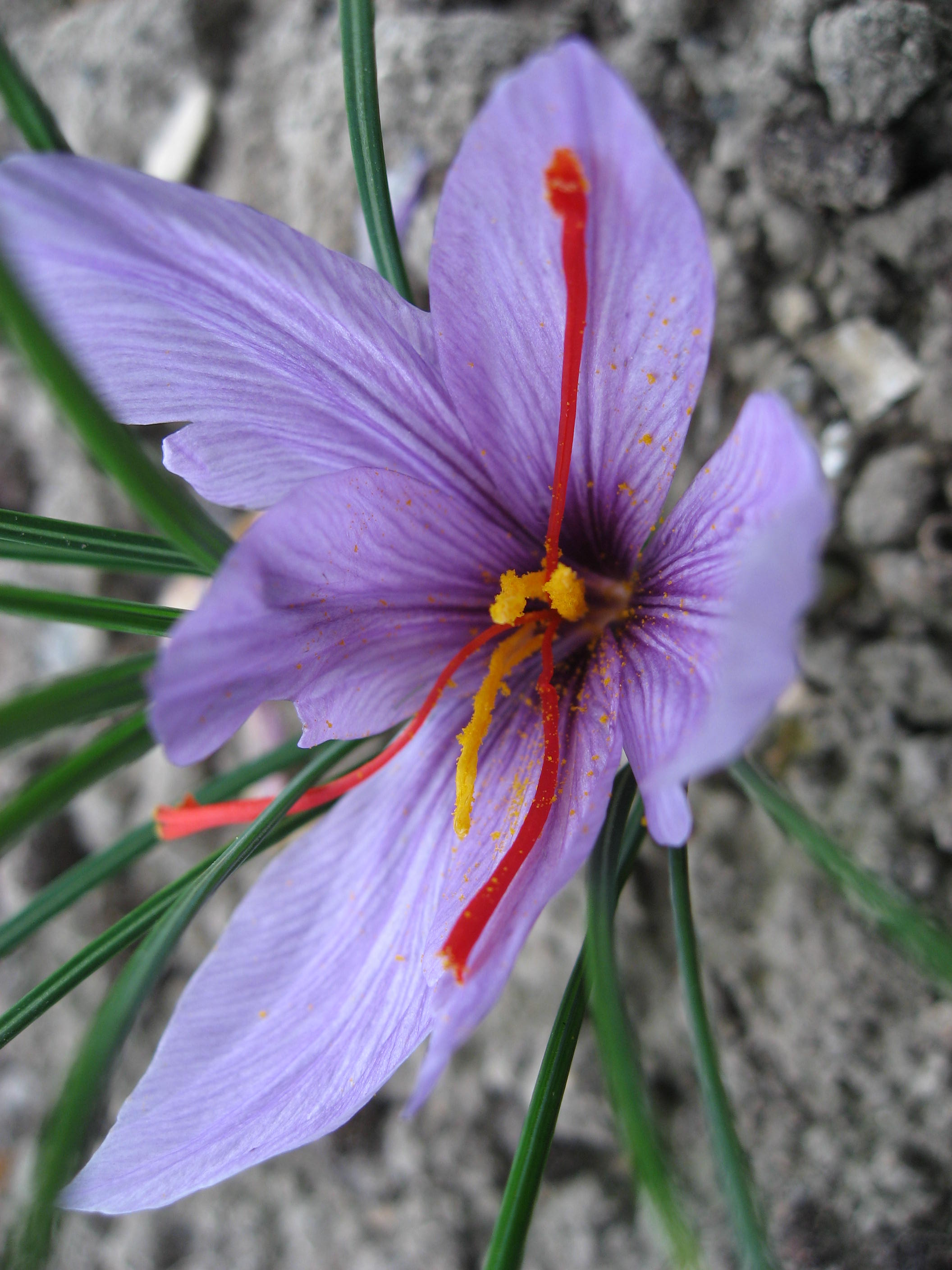
Những giống nghệ tây khác nhau sẽ cho đầu nhụy đa dạng về hương vị và vẻ đẹp.

Các giống cây saffron crocus đa dạng sẽ cho ra các loại sợi mà thường khác nhau về đặc tính cũng như sự phân phối theo vùng. Nhiều loại ở Tây Ban Nha, bao gồm các tên thương mại như "Spain Superior" hay "Creme" thường có màu, hương vị, hương thơm tốt hơn. Chúng thường được xếp hạng theo tiêu chuẩn áp dụng bởi chính phủ. Các giống cây ở Ý thì có vẻ tốt hơn là ở Tây Ban Nha. Tuy nhiên, chất lượng tốt nhất là ở Iran. Nhiều cây trồng kiểu "có sẵn trong cửa hàng" thường có sẵn ở New Zealand, Pháp, Thụy Sĩ, Anh, Mỹ, và một số nước khác. Vài loại trong số chúng được trồng theo phương pháp hữu cơ. Ở Mỹ, có loại saffron Hà Lan – Pennsylvania, được biết đến với vẻ "tự nhiên" nổi bật, được bán trên thị trường với số lượng nhỏ.
Người tiêu dùng có thể xem vài giống cây nhất định là có chất lượng " khá cao cấp". Saffron "Aquilla" hay là zafferano dell'Aquila, được xác định bởi hàm lượng safranal và crocin khá cao, hình dạng sợi đặc biệt, mùi thơm và hăng, với màu sắc rực rỡ. Nó được trồng duy nhất trên tám héc-ta ở thung lũng Navelli, gần tỉnh L'Aquila, vùng Abruzzo nước Ý. Nó được đưa đến Ý lần đầu tiên bởi một tu sĩ dòng Dominican trong thời kỳ các tòa án dị giáo ở Tây Ban Nha. Nhưng nơi trồng nhiều nhất ở Ý là San Gavino Monreale, Sardinia. Với diện tích trồng khoảng 40 héc-ta, nơi này chiếm đến 60% sản lượng saffron ở Ý; và sản phẩm cũng có hàm lượng crocin, picrocrocin và safranal khá cao. Một loại khác là saffron "Mongra" hay "Lacha" ở Kashmir (Crocus sativus "Cashmirianus"), là một trong những loại mà người tiêu dùng yêu thích nhất và chất lượng vượt trội so với các loại saffron khác. Saffron Kashmir có thể nhận ra được bởi màu tím sẫm; nó là một trong những màu sẫm, với hương vị, hương thơm và hiệu ứng màu sắc khá tốt trên thị trường.

## Lịch sử

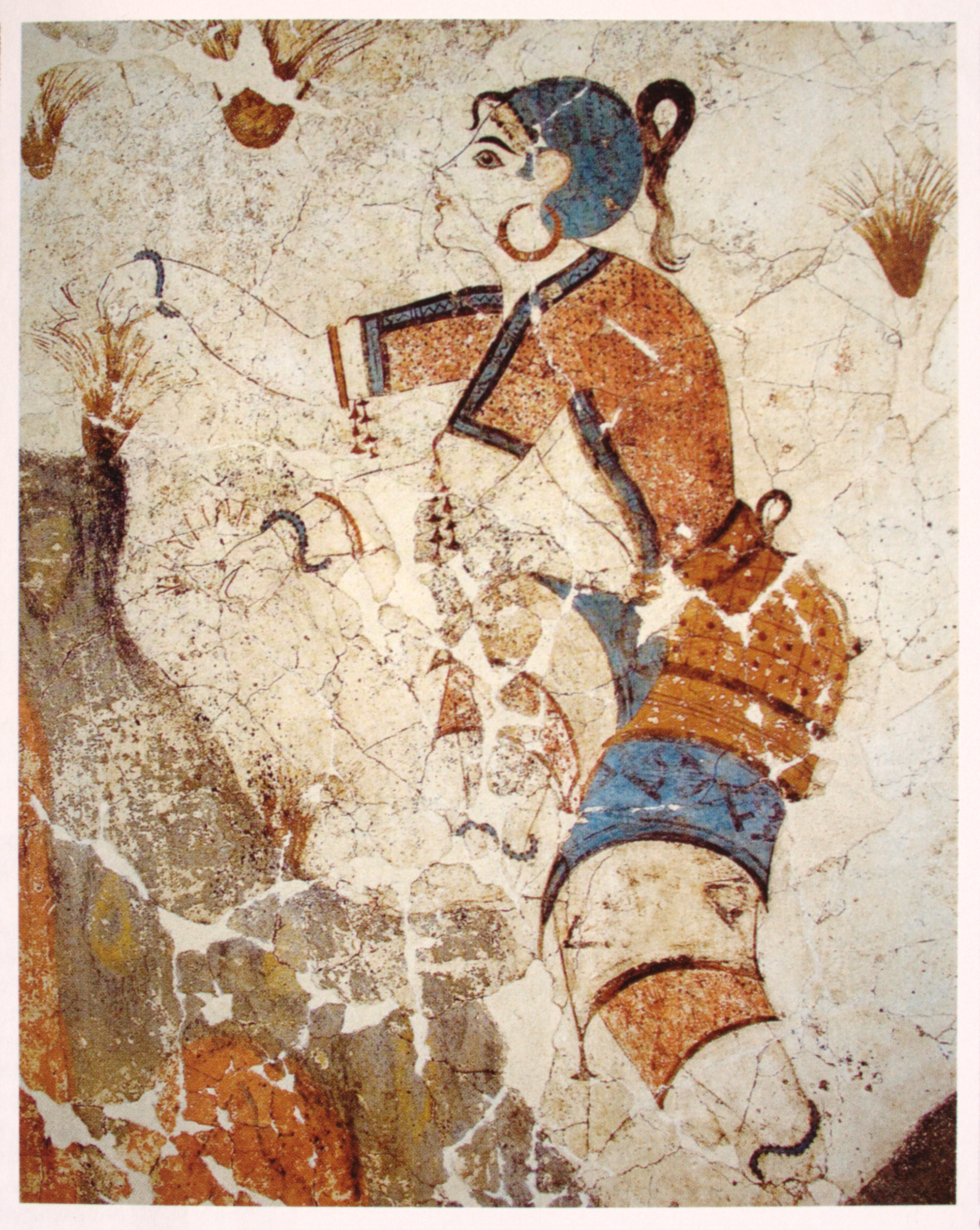
Một chi tiết từc bức vẽ trên tường "Những người thu nhặt safron" ở tòa nhà cổ "Xeste 3". Nó là một trong nhiều bức vẽ mô tả saffron; Chúng được tìm thấy ở nơi định cư Akrotiri vào thời đại đồ đồng, trên hòn đảo Santorini, Aegean.

Các tài liệu lịch sử về việc trồng và thu hoạch saffron kéo dài hơn ba thiên niên kỷ. Tổ tiên trong thiên nhiên của cây saffron crocus thuần chủng hiện nay là Crocus cartwrightianus. Những người trồng đã nhân giống từ các chủng loài trong thiên nhiên bằng cách lựa chọn những cây với đầu nhụy dài bất thường. Do đó, một dạng đột biến vô sinh của C. cartwrightianus là C. sativus có lẽ đã xuất hiện ở Crete vào cuối Thời đại đồ đồng.

### Phương Đông

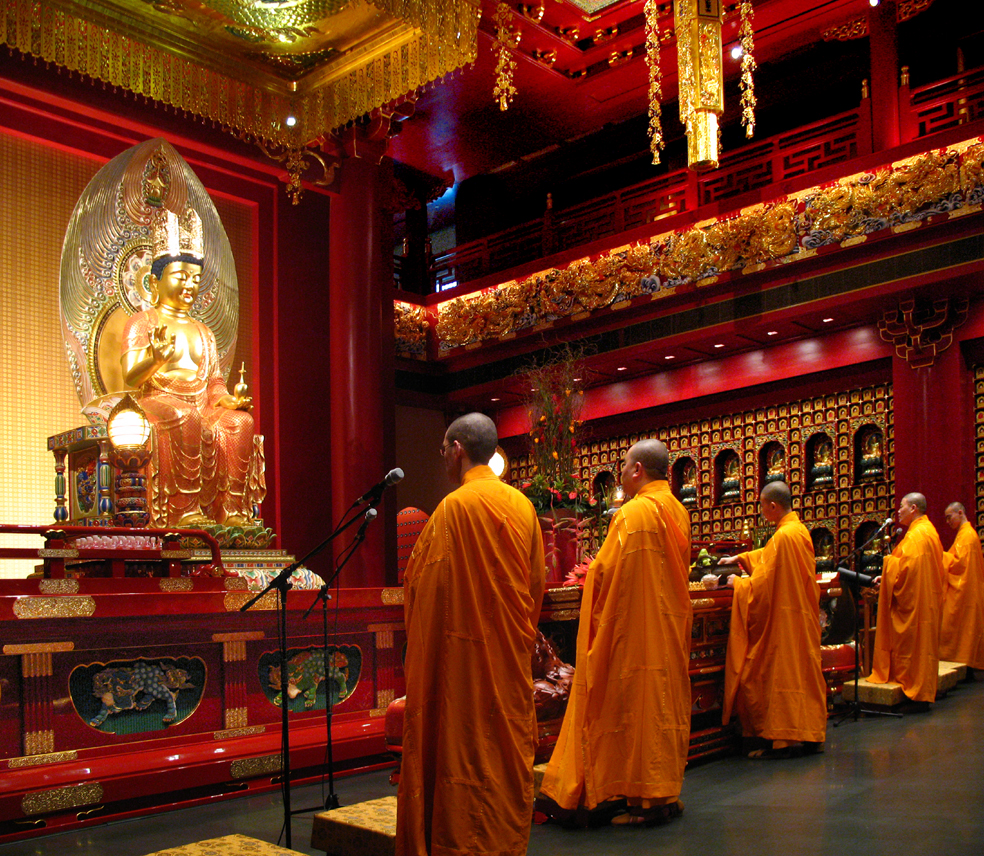
Các sư tăng với áo choàng màu saffron.

Saffron đã được mô tả chi tiết trong một bài luận về thực vật học, được biên soạn vào thời của Ashurbanipal, thế kỷ thứ 7 trước Công nguyên. Tài liệu về cách sử dụng saffron trong việc điều trị hơn 90 chứng bệnh đã được phát hiện. Thật sự, các loại bột màu làm từ saffron đã được tìm thấy trên những bức họa 50000 năm tuổi trong các vị trí thời tiền sử ở Tây Bắc Iran. Về sau, những người Sumerians sử dụng saffron từ các cây mọc hoang dại để làm thuốc chữa bệnh và thuốc phép.Saffron đã là một mặt hàng trao đổi đường dài trước khi nền văn hóa cung điện Minoa hai thiên niên kỷ Trước Công Nguyên đạt đến đỉnh cao. Những người Ba Tư cổ đại đã trồng và thu hoạch saffron Ba Tư (Crocus sativus "Hausknechtii") ở Derbena, Isfahan, và Khorasan vào trước thế kỷ thứ 10, Trước Công Nguyên. Ở những nơi đó, sợi saffron được dệt thành vải, dâng lên các vị thần, và còn được sử dụng làm thuốc nhuộm, nước hoa, thuốc chữa bệnh, và chất tẩy rửa cơ thể. Sợi saffron cũng được trải khắp giường và pha vào trà nóng để chữa những cơn u sầu. Những dân tộc khác Ba Tư cũng đã sợ hãi trước việc sử dụng saffron làm thuốc chất kích dục.Trong cuộc chiến chinh phục châu Á, Alexandros Đại đế đã sử dụng saffron trong nước pha, gạo và cả nước tắm để chữa các vết thương. Quân đội của Alexandros Đại đế đã mô phỏng việc sử dụng của người Ba Tư và mang về Hy Lạp phương pháp tắm với saffron.
Các lý thuyết mâu thuẫn giải thích hành trình đến Nam Á của saffron. Người Kashmir và người Trung Quốc tính toán rằng thời điểm đó nằm ở khoảng giữa 2500 đến 9000 năm Trước Công Nguyên. Những nhà sử học nghiên cứu các ghi chép Ba Tư cổ đại cho rằng thời điểm đó là khoảng 500 năm Trước Công Nguyên, quy nó cho việc ghép các củ của giống cây cho saffron để cung cấp cho các khu vườn và công viên mới. Những người Phoenicia sau đó đã đem bán saffron Kashmir làm thuốc nhuộm và thuốc chữa bệnh u sầu. Việc sử trong thực phẩm và làm thuốc nhuộm sau đó lan rộng khắp Nam Á. Các nhà sư mặc áo choàng màu saffron, tuy nhiên những áo choàng này không được nhuộm với saffron đắt tiền mà là với bột nghệ hoặc từ gỗ mít.[51] Áo choàng của các nhà sư được nhuộm cùng một màu để thể hiện sự bình đẳng, và bột nghệ hay màu hoàng thổ là rẻ nhất và có sẵn nhất. Ngày nay nhựa Campuchia được dùng để nhuộm áo choàng.
Một số nhà sử học tin rằng saffron đến Trung Quốc cùng với những người Mông Cổ sau khi họ xâm chiếm Ba Tư. Tuy vậy, saffron được đề cập đến trong y văn cổ đại Trung Quốc, bao gồm dược điển 40 tập với tựa là Shennong Bencaojing (神農本草經: "Thần Nông bản thảo", cũng được gọi là Pen Ts'ao hay Pun Tsao), một bộ sách xuất hiện vào khoảng năm 200 đến 300 Trước Công Nguyên. Theo truyền thống thể hiện sự tôn trọng với Viêm Đế - Thần Nông huyền thoại, bộ sách này thảo luận 252 phương pháp điều trị các chứng rối loạn bằng cách áp dụng các chất trong thảo mộc. Tuy nhiên, vào thể kỷ thứ ba Sau Công Nguyên, người Trung Quốc đề cập đến saffron với Kashmir là nguồn cung cấp. Theo nhà thảo dược học Trung Quốc Wan Zhen: "Môi trường sống của cây saffron là ở Kashmir, nơi mọi người trồng chủ yếu để dâng lên Đức Phật". Wan cũng trả lời về cách sử dụng saffron vào thời của mình: "Hoa héo sau vài ngày, và saffron được thu lấy. Nó rất giá trị vì màu vàng đồng đều. Nó cũng được dùng để làm thơm rượu."

### Xa hơn về phía Đông và Phương Tây

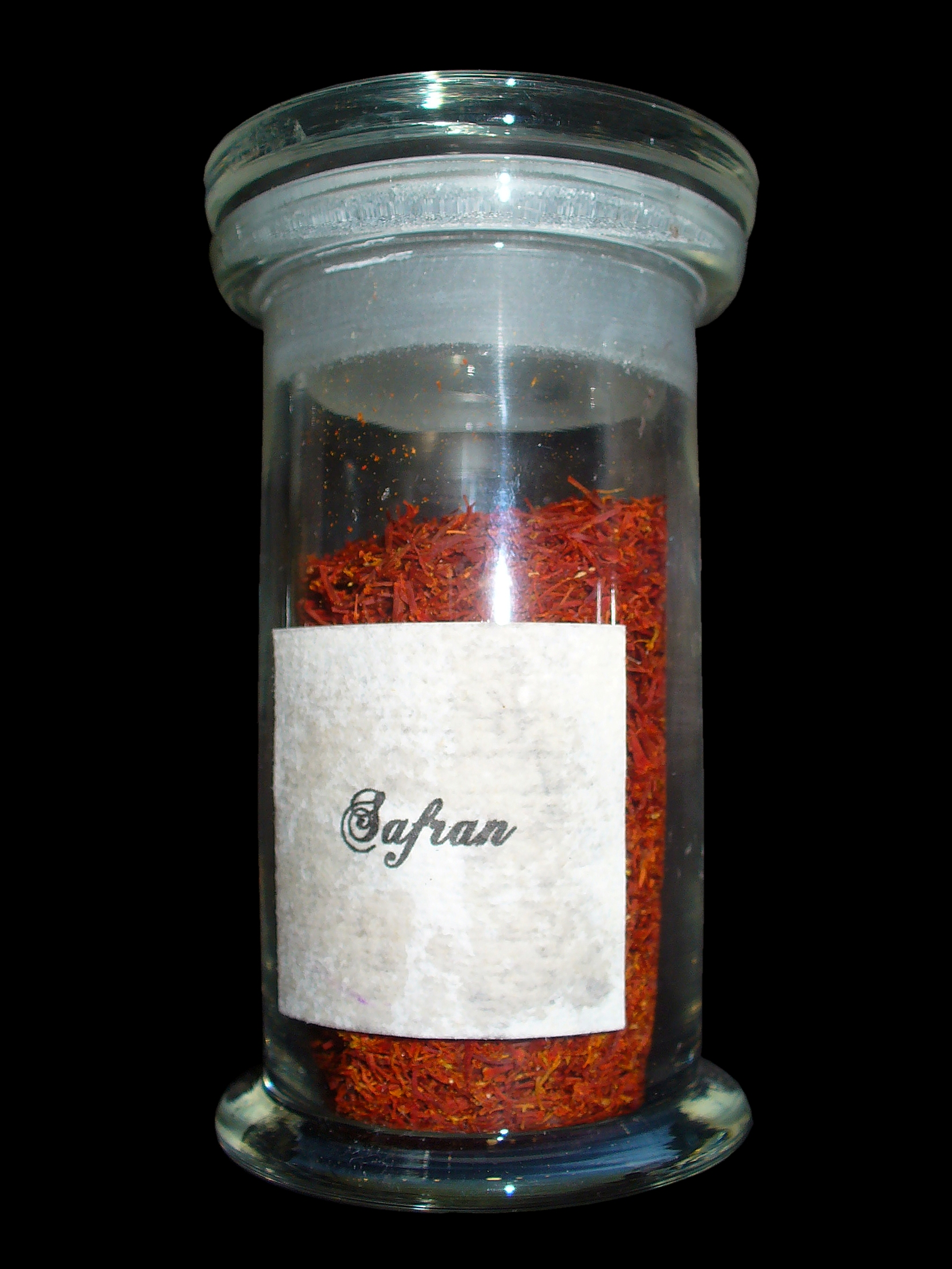
"Saffron Henago" được bảo quản, Staatliches Museum für Naturkunde, Karlsruhe, Germany.

Những người Minoa miêu tả saffron trong các bức vẽ trên tường ở các cung điện của họa vào khoảng năm 1600 đến năm 1500 Trước Công Nguyên. Chúng gợi ý về khả năng làm thuốc điều trị của saffron. Những truyền thuyết Hy Lạp cổ đại nói về những chuyến vượt biển đến Cilicia, nơi mà những nhà thám hiểm tìm kiếm những gì mà họ tin là các sợi chỉ giá trị nhất thế giới. Một truyền thuyết khác kể vè Crocus và Smilax, theo đó Crocus bị mê hoặc và biến thành cây saffron crocus đầu tiên.Những người buôn nước hoa ở Ai Cập cổ đại, các nhà vật lý học ở Gaza, người dân thị trấn ở đảo Rhodes, và các nàng hầu ở Hy Lạp đã sử dụng saffron trong các loại nước thơm, nước hoa, nước thảo dược, thuốc bôi mi mắt, thuốc mỡ, nghi lễ tôn giáo và điều trị y tế.
Vào cuối thời Ai Cập – Hy Lạp, nữ hoàng Cleopatra sử dụng saffron để tắm nhằm mục đích cảm thấy dễ chịu hơn khi ân ái. Các thầy thuốc Ai Cập sử dụng saffron trong việc điều trị tất cả các loại bệnh đường tiêu hóa. Saffron cũng được sử dụng để nhuộm vải ở các thành phố vào thời Levant như Sidon và Tyre. Aulus Cornelius Celsus kê đơn thuốc với saffron cho các vết thương, cơn đau bụng, cơn ho, bệnh ghẻ, và trong thuốc giải độc mithridatium.
Do người La Mã rất yêu thích saffron nên họ mang nó theo khi định cư ở phía nam Gaul, nơi mà nó được trồng rộng rãi cho đến lúc đế chế La Mã sụp đổ. Các giả thuyết cạnh tranh với nhau khẳng định rằng saffron chỉ trở lại Pháp với người Moor vào thế kỷ thứ 8 Sau Công Nguyên hay với giáo hoàng Avignon vào thế kỷ thứ 14 Sau Công Nguyên.
Việc trồng và thu hoạch saffron giảm mạnh sau khi đế chế La Mã chìm vào quên lãng. Cũng như với Pháp, sự lan rộng của nền văn minh Hồi Giáo có thể đã giúp đưa giống cây này trở lại Tây Ban Nha và Ý. Cơn đại dịch vào thế kỷ 14 đã làm nhu cầu các loại dược phẩm với thành phần là saffron trở nên cấp thiết, và châu Âu đã nhập khẩu một lượng lớn sợi saffron thông qua những con thuyền Venice và Genoa từ những hòn đảo ở phía nam và ở vùng Địa Trung Hải như Rhodes. Hành vi trộm cắp hàng hóa như thế bởi các quý tộc đã gây ra cuộc chiến tranh saffron kéo dài 14 tuần.
Những cuộc xung đột và nỗi sợ hãi do nạn cướp biển đã thúc đẩy việc trồng và thu hoạch củ saffron ở Basel; và nơi đó trở nên thịnh vượng. Và giống cây này lan rộng đến Nuremberg, nơi mà sự làm giả saffron với các thành phần độc hại đã dẫn đến luật Safranschou – thủ phạm thường bị phạt tiền, án tù, hoặc tử hình. Các củ nhanh chóng lan rộng khắp nước Anh, đặc biệt là Norfolk và Suffolk. Thị trấn Saffron Walden ở Essex, được đặt tên vì giống cây đặc biệt mới mẻ này, trở thành trung tâm đầu tiên trồng và buôn bán saffron ở Anh.
Tuy nhiên, với sự xuất hiện của các loại gia vị kỳ lạ như chocolate, ca-fe, trà, vani từ những đất nước vừa mới giao thương ở phương Đông hay bên kia đại dương đã làm việc trồng trọt, thu hoạch và sử dụng saffron giảm hẳn. Chỉ có các vùng miền nam nước Pháp, Ý và Tây Ban Nha là vẫn tiếp tục trồng.
Những người châu Âu đã đưa giống cây này vào Mỹ khi các thành viên của Giáo hội Schwenkfelder rời châu Âu cùng với một thân cây có chứa các củ và nhập cư vào Mỹ. Họ đã trồng nó rộng rãi ở châu Âu. Cho đến năm 1730, những người Hà Lan Pennsylvania đã trồng và thu hoạch saffron khắp các vùng phía đông Pennsylvania. Các thuộc địa của Tây Ban Nha ở vùng Caribe đã mua một lượng lớn loại saffron mới ở châu Mỹ này, và nhu cầu cao đảm bảo rằng saffron có thể được dùng để trao đổi hàng hóa với giá trị tương đương với vàng. Việc trao đổi với vùng Caribe về sau không còn nữa, do cuộc chiến tranh năm 1812, khi nhiều tàu buôn saffron bị phá hủy. Tuy nhiên, những người Hà Lan Pennsylvania vẫn tiếp tục trồng với số lượng ít hơn để buôn bán trong địa phương và sử dụng trong các món bánh, mì, thịt gà hoặc cá hồi. Việc trồng và thu hoạch saffron ở Mỹ kéo dài cho đến ngày nay, chủ yếu là hạt Lancaster, Pennsylvania.

## Giao dịch và sử dụng

### Giao dịch

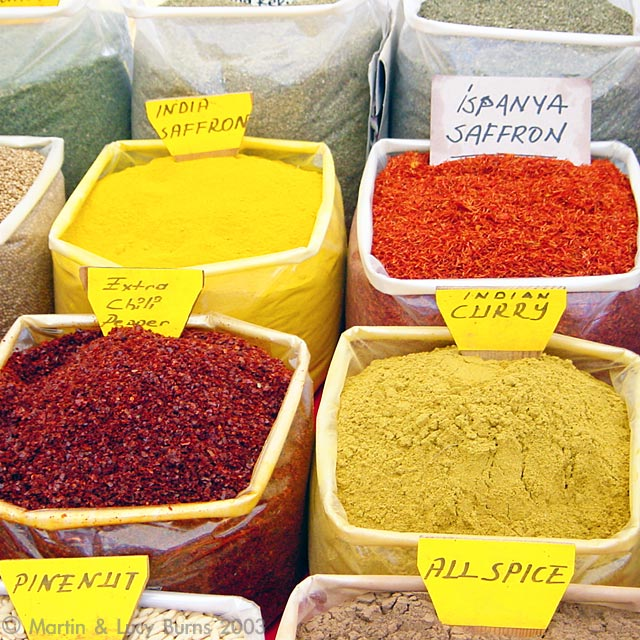
"Ispanya saffron" tại chợ ở Iran

Hầu như tất cả nghệ tây đều được trồng trong một vành đai bao quanh bởi Địa Trung Hải ở phía tây, và các khu vực gồ ghề bao gồm Iran và Kashmir ở phía đông. Những lục địa khác, ngoại trừ Nam Cực, chỉ sản xuất số lượng nhỏ. Khoảng 300 tấn sợi khô và bột được thu hái hàng năm, và khoảng 50 tấn trong số đó là saffron hạng nhất. Iran nắm giữ khoảng 90 – 93 % sản lượng toàn cầu và xuất khẩu khá nhiều. Vài vùng có khí hậu khô hơn về phía đông và đông nam của Iran, bao gồm Fars, Kerman, và những nơi thuộc vùng Khorasan, chiếm phần lớn sản lượng toàn cầu. Vào năm 2017, Hy Lạp, là nước xếp hạng thứ hai trong việc sản xuất saffron, cung cấp 5.7 tấn. Trong khi Maroc và Kashmir, xếp hạng thứ ba, với 2.3 tấn mỗi nước.
Trong những năm gần đây, việc trồng và thu hoạch saffron ở Afghanistan đã tăng lên, còn ở Kashmir thì giảm xuống do tình hình bất ổn. Còn ở Azerbaijan, Maroc và Ý, việc sản xuất cũng giảm hẳn. Chi phí lao động quá cao cùng với nguồn nhập khẩu phong phú từ Iran đồng nghĩa với việc chỉ có một vài vùng địa phương ở Áo, Anh, Đức, và Thụy Sĩ tiếp tục việc thu hoạch tẻ nhạt này. Trong số này có làng Mund ở Thụy Sĩ, với sản lượng hàng năm chỉ khoảng vài kg. Tasmania, Trung Quốc, Ai Cập, Pháp, Israel, Mexico, New Zealand, Thổ Nhĩ Kỳ (chủ yếu là xung quanh thị trấn Safranbolu), California, và Trung Phi cũng chỉ trồng và thu hoạch rất ít.
Để thu được 1 pound (450g) saffron khô thì cần hái khoảng 50000 đến 75000 bông hoa; và để được 1 kg saffron thì cần khoảng 110000 – 170000 bông hoa. Cần đến 40 giờ làm việc để hái 150000 bông hoa. Đầu nhụy khô rất nhanh sau khi được tách ra và thường được trữ trong thùng kín khí.Giá saffron bán sỉ và lẻ thường dao động từ 500 USD đến 5000 USD mỗi pound, hoặc 1100 USD đến 11000 USD mỗi kg, tương đương 2500 £ / 3500 € mỗi pound hoặc 5500 £ / 7500 € mỗi kg. Giá bán ở Canada gần đây đã tăng lên đến 18000 CAD mỗi kg. Ở các nước phương Tây, giá bán lẻ trung bình vào năm 1974 là 1000 $ / 500 £ / 700 € cho mỗi pound, hoặc Mỹ 2200 USD / 1100 £ / 1550 € cho mỗi kg. Vào tháng 2 năm 2013, một lọ nhỏ có chứa khoảng 0.06 ounce có thể được mua với giá 16.26 $ hoặc tương đương 4336 $ mỗi pound, hoặc với giá thấp hơn là 2000 $ mỗi pound nếu mua theo số lượng lớn. Một pound saffron có khoảng từ 70000 đến 200000 sợi. Màu đỏ thẫm rực rỡ, độ ẩm thấp, có độ đàn hồi và không có các sợi bị gãy là những đặc điểm của saffron tươi. Saffron là loại gia vị đắt nhất trên thế giới.

### Sử dụng
Hương thơm của saffron thường được mô tả bởi những người sành ăn saffron là gợi nên mùi mật ong thoang thoảng với đặc trưng là mùi kim loại cùng với mùi cỏ hay cỏ khô, vị của nó cũng hơi đắng. Saffron cũng tạo cho thực phẩm một màu vàng cam rực rỡ. Saffron được sử dụng rộng rãi trong các nền ẩm thực như Ấn Độ, Ba Tư, châu Âu, Ả Rập, và Thổ Nhĩ Kỳ. Các loại bánh kẹo và rượu cũng thường có saffron. Các chất thay thế saffron thông thường là cây rum (Carthamus tinctorius, thường được bán với tên gọi là "saffron Bồ Đào Nha" hay "açafrão"), hạt điều màu (annatto), và củ nghệ (Curcuma longa). Saffron cũng được dùng làm thuốc nhuộm vải, đặc biệt là ở Trung Quốc và Ấn Độ, hay trong làm nước hoa. Nó cũng được sử dụng cho những mục đích tôn giáo ở Ấn Độ, và được sử dụng rộng rãi trong ẩm thực. Từ món cơm Milan ở Ý đến món bouillabaisse ở Pháp, và món Biryani gồm nhiều loại thịt đi kèm ở Nam Á.
Saffron đã được sử dụng trong y học cổ truyền một thời gian dài; một số nghiên cứu hiện đại đã gợi ý rằng gia vị có khả năng chống bệnh ung thư (ức chế ung thư), chống đột biến (ngăn ngừa), tăng miễn dịch, và có các tính chất chống oxy hóa. Đầu nhụy của cây nghệ tây, kể cả các cánh hoa cũng có thể hữu ích trong điều trị trầm cảm. Những nghiên cứu đầu tiên cho thấy saffron có thể bảo vệ mắt khỏi ánh sáng trực tiếp và sự căng thẳng võng mạc do thoái hóa điểm vàng và viêm võng mạc sắc tố. (Hầu hết các nghiên cứu về saffron đều có liên quan đến phần đầu nhụy, nhưng điều này lại không được nói đến trong các tài liệu nghiên cứu) Những nghiên cứu khác cũng chỉ ra rằng saffron có những đặc tính chữa bệnh tiềm năng.

## Trích dẫn
1. ↑  “Saffron – Definition and More”. Merriam-Webster. Truy cập ngày 21 tháng 11 năm 2012.
2. 1 2 3 4 5  Kafi et al. 2006, tr. 23.
3. ↑  Rau 1969, tr. 53.
4. 1 2 3 4  Hill 2004, tr. 272.
5. ↑  “World's COSTLIEST spice blooms in Kashmir”. Rediff. Truy cập ngày 7 tháng 1 năm 2013.
6. ↑  Grigg 1974, tr. 287.
7. 1 2 3  McGee 2004, tr. 422.
8. 1 2  Rubio-Moraga và đồng nghiệp 2009.
9. 1 2  Negbi 1999, tr. 28.
10. 1 2 3 4  Caiola 2003, tr. 1.
11. ↑  Negbi 1999, tr. 30–31.
12. ↑  Negbi 1999, tr. 1.
13. 1 2  McGee 2004, tr. 423.
14. 1 2 3 4  Katzer 2010.
15. 1 2  Russo, Dreher & Mathre 2003, tr. 6.
16. 1 2 3  Ghorbani 2008, tr. 1.
17. ↑  Y. M. Shukla (2009). Plant Secondary Metabolite. New India Publishing, Aug 1, 2009. tr. 150–151.
18. 1 2 3 4  Deo 2003, tr. 1.
19. ↑  Kafi et al. 2006, tr. 24.
20. ↑  Willard 2002, tr. 3.
21. ↑  Government of Tasmania 2005.
22. ↑  Sharaf-Eldin et al. 2008.
23. 1 2  Deo 2003, tr. 3.
24. ↑  Deo 2003, tr. 4.
25. 1 2 3 4 5  Abdullaev 2002, tr. 1.
26. 1 2  Leffingwell 2002, tr. 1.
27. ↑  Dharmananda 2005.
28. 1 2  Leffingwell 2002, tr. 3.
29. ↑  Verma & Middha 2010, tr. 1–2.
30. ↑  Willard 2002, tr. 102–104.
31. 1 2 3  Willard 2002, tr. 143.
32. ↑  Willard 2002, tr. 201.
33. 1 2  Honan 2004.
34. 1 2 3  Willard 2002, tr. 2.
35. ↑  Humphries 1998, tr. 20.
36. ↑  Willard 2002, tr. 12.
37. ↑  Willard 2002, tr. 17–18.
38. 1 2  Willard 2002, tr. 41.
39. ↑  Willard 2002, tr. 54–55.
40. ↑  Lak 1998b.
41. ↑  Fotedar 1999, tr. 128.
42. 1 2  Dalby 2002, tr. 95.
43. ↑  Dalby 2003, tr. 256.
44. ↑  Hanelt 2001, tr. 1352.
45. ↑  Fletcher 2005, tr. 11.
46. ↑  Hayes 2001, tr. 6.
47. ↑  Ferrence & Bendersky 2004, tr. 1.
48. ↑  Willard 2002, tr. 2–3.
49. ↑  Willard 2002, tr. 58.
50. ↑  Willard 2002, tr. 55.
51. ↑  Willard 2002, tr. 34–35.
52. ↑  Willard 2002, tr. 59.
53. ↑  Marx 1989.
54. ↑  Willard 2002, tr. 63.
55. ↑  Willard 2002, tr. 70.
56. ↑  Willard 2002, tr. 99.
57. ↑  Willard 2002, tr. 101.
58. ↑  Willard 2002, tr. 103–104.
59. ↑  Willard 2002, tr. 117.
60. ↑  Willard 2002, tr. 132–133.
61. ↑  Willard 2002, tr. 133.
62. ↑  Willard 2002, tr. 138.
63. ↑  Willard 2002, tr. 138–139.
64. ↑  Willard 2002, tr. 142–146.
65. 1 2  United States Department of Agriculture.
66. ↑  United States Food and Drug Administration (2024). “Daily Value on the Nutrition and Supplement Facts Labels”. Truy cập ngày 28 tháng 3 năm 2024.
67. ↑  National Academies of Sciences, Engineering, and Medicine; Health and Medicine Division; Food and Nutrition Board; Committee to Review the Dietary Reference Intakes for Sodium and Potassium (2019).  Oria, Maria; Harrison, Meghan; Stallings, Virginia A. (biên tập). Dietary Reference Intakes for Sodium and Potassium. The National Academies Collection: Reports funded by National Institutes of Health. Washington (DC): National Academies Press (US). ISBN 978-0-309-48834-1. PMID 30844154.Quản lý CS1: nhiều tên: danh sách tác giả (liên kết)
68. ↑  Negbi 1999, tr. 2.
69. ↑  Malik 2007.
70. ↑  Courtney 2002.
71. ↑  Hill 2004, tr. 273.
72. ↑  Rau 1969, tr. 35.
73. ↑  Lak 1998a.
74. ↑  Negbi 1999, tr. 8.
75. ↑  Dalby 2002, tr. 138.
76. ↑  Assimopoulou, Papageorgiou & Sinakos 2005, tr. 1.
77. ↑  Chang và đồng nghiệp 1964, tr. 1.
78. ↑  Goel A, Aggarwal BB (2010). “Curcumin, the golden spice from Indian saffron, is a chemosensitizer and radiosensitizer for tumors and chemoprotector and radioprotector for normal organs”. Nutr Cancer. 62 (7): 919–30. doi:10.1080/01635581.2010.509835. PMID 20924967.
79. ↑  Bailes 1995.
80. ↑  Dwyer AV, Whitten DL, Hawrelak JA (tháng 3 năm 2011). “Herbal medicines, other than St. John's Wort, in the treatment of depression: a systematic review” (PDF). Altern Med Rev. 16 (1): 40–9. PMID 21438645. Bản gốc (PDF) lưu trữ ngày 26 tháng 6 năm 2013. Truy cập ngày 14 tháng 2 năm 2014. Đã bỏ qua tham số không rõ |= (trợ giúp)Quản lý CS1: nhiều tên: danh sách tác giả (liên kết)
81. ↑  Maccarone, Di Marco & Bisti 2008.
82. ↑  Moghaddasi 2010.
83. ↑  Dante G, Facchinetti F (tháng 3 năm 2011). “Herbal treatments for alleviating premenstrual symptoms: a systematic review”. J Psychosom Obstet Gynaecol. 32 (1): 42–51. doi:10.3109/0167482X.2010.538102. PMID 21171936.